# Rayan Boulahoite
Rayan Boulahoite, né le 24 février 2004 à Colombes, est un coureur cycliste français.

## Biographie
Rayan Boulahoite est né à Colombes,. Il grandit à Conflans-Sainte-Honorine, dans les Yvelines. Durant son enfance, il joue d'abord au football. Une blessure à la cheville entrave cependant sa progression. Il découvre finalement le cyclisme en 2017, lors de sa rééducation, en suivant le Tour de France à la télévision. Cette nouvelle passion le pousse à prendre une première licence dans la ville où il réside. Il poursuit ensuite sa progression au Team 94 Cycling, une structure basée à Villeneuve-Saint-Georges. Avec cette formation, il obtient notamment onze victoires en 2018, dont un titre de champion régional d'Île-de-France. 
En 2022, il est champion d'Île-de-France et cinquième du championnat de France chez les juniors. Il décroche également deux victoires et diverses places d'honneur dans des courses fédérales. Grâce à ses résultats, il intègre le club Vendée U, réserve de l'équipe TotalEnergies. Il ne délaisse pas pour autant ses études en suivant des cours de management au pôle Léonard-de-Vinci. Malgré une saison perturbée par des chutes, il parvient à remporter une étape du Circuit du Mené. Il finit aussi troisième de Paris-Connerré. 
Lors de la saison 2024, il se distingue de nouveau chez les amateurs en gagnant le Tour du Pays du Roumois ainsi qu'une étape de l'Essor Breton et de l'Estivale Bretonne. Il s'impose également sur une étape du Tour du Maroc, inscrit au calendrier de l'UCI. Après ses performances, il bénéficie d'un stage au sein de la formation TotalEnergies. Le 11 août, il se classe 37e de la Polynormande, pour sa première épreuve professionnelle. Il enchaîne avec le Tour du Limousin, où il se fait remarquer en participant à une échappée sur la première étape. Il s'empare aussi du maillot de meilleur grimpeur. Cette dynamique est malheureusement brisée dès le lendemain par une chute. Lourdement blessé, il se fracture les deux clavicules, ainsi que l'omoplate, et subit une commotion cérébrale. Il doit alors abandonner pour suivre un longue convalescence. Il décroche tout de même un contrat professionnel débutant en 2025 au sein de l'équipe française TotalEnergies.

## Palmarès
- 2022
  - Champion d'Île-de-France sur route juniors
  - Trophée de la Ville de Châtellerault
  - 2e étape de La Cantonale Juniors
  - 2e des Boucles de Seine-et-Marne
- 2023
  - 2e étape du Circuit du Mené
  - 3e de Paris-Connerré
- 2024
  - 3e étape de l'Essor breton
  - 7e étape du Tour du Maroc
  - Tour du Pays du Roumois
  - 1re étape de l'Estivale bretonne
  - 3e de La Gainsbarre